# Maricopa (Arizona)
Maricopa é uma cidade localizada no estado americano do Arizona, no condado de Pinal. Foi incorporada em 2003.

## Geografia
De acordo com o United States Census Bureau, a cidade tem uma área de 123,2 km², onde 122,9 km² estão cobertos por terra e 0,3 km² por água.

### Localidades na vizinhança
O diagrama seguinte representa as localidades num raio de 32 km ao redor de Maricopa.

## Demografia
Segundo o censo nacional de 2010, a sua população é de 43 482 habitantes e sua densidade populacional é de 353,7 hab/km². Possui 17 240 residências, que resulta em uma densidade de 140,2 residências/km².